# 三氯化铼
三氯化铼，又称九氯化三铼，是一种无机化合物 ，化学式 ReCl3，有时写作 Re3Cl9。  它是一种深红色吸水性固体，不能溶于普通溶剂。  在无机化学的历史下，三氯化铼是一个重要的物质，因为它有金属-金属键。  它可作为铼配合物的前体。

## 结构和物理性质
如X射线晶体学所示，三氯化铼由Re3Cl12簇组成，它们与相邻簇共享三个氯桥接配体。 群集的网络构成一片三氯化铼。 

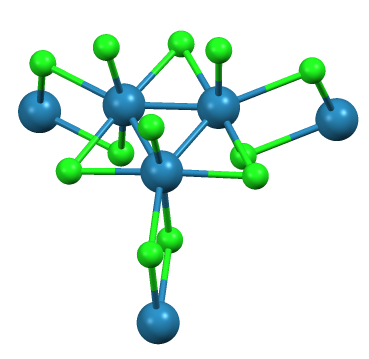
Re_{3}Cl_{12} 簇，存在于 ReCl_{3}中， 显示了每个氯原子的配位球。

三氯化铼的氧化热已根据下面的反应式计算：
1/3 Re3Cl9  +  4 OH−  +  2 OCl− →   ReO4−  +  2 H2O + 5Cl−
这个过程的焓是 190.7 ± 0.2 kcal/mol。

## 制备和反应
三氯化铼于 1932 年被发现，尽管当时人们都不知道它的结构。含有金属-金属键的氯化物是金属氯化物中少见的化合物。 三氯化铼可以由五氯化铼或 六氯合铼(IV)酸的热分解而成：
3 ReCl5   →   Re3Cl9  +  3 Cl2
如果样品在500℃ 真空升华，则所得的材料相对没有反应性，但是部分水合的材料在合成上会更有用。 其它制备方法包括铼 和 硫酰氯的反应。  有时会添加氯化铝来催化此过程。  它也可以由加热 Re2(O2CCH3)4Cl2 于 HCl中：
3/2 Re2(O2CCH3)4Cl2  +  6 HCl   →   Re3Cl9  +  6 HO2CCH3
三氯化铼和五氯化铼会归中为四氯化铼：
3 ReCl5 + Re3Cl9  →   6 ReCl4